# Kypros Chrysostomides
Kypros Chrysostomides (griechisch Κύπρος Χρυσοστομίδης; * 5. Juli 1942 in Kathikas im Bezirk Paphos; † 1. Dezember 2022) war ein zyprischer Rechtsanwalt, Politiker und Minister.

## Leben
Kypros Chrysostomides absolvierte das Gymnasium von Paphos und studierte mit einem Stipendium der griechischen Regierung Rechtswissenschaften an der Universität von Athen. Er setzte sein Studium an der juristischen Fakultät in Luxemburg fort, ebenfalls mit einem Stipendium, wo er Rechtsvergleichung studierte. Mit einem weiteren Stipendium der deutschen Regierung absolvierte er ein Doktoratsstudium an der Universität Bonn, wo er zum Doktor der Rechtswissenschaften promoviert wurde. Sein Spezialgebiet war das Wirtschaftsrecht. Danach arbeitete er als wissenschaftlicher Assistent des Professors für Internationales Privatrecht an der Universität Bonn und setzte sein Studium in England fort.
Von 1969 bis 1973 arbeitete er bei der Europäischen Kommission für Menschenrechte des Europarats in Straßburg. 1973 kehrte er nach Zypern zurück und begann kurz vor dem Staatsstreich von 1974 und der Friedensoperation auf Zypern als Rechtsanwalt in Nikosia zu praktizieren. Im Jahr 1973 wurde er zum verantwortlichen Partner des UNIDROIT, eine Internationale Organisation mit dem Ziel der Förderung der internationalen Vereinheitlichung des Zivilrechts, ernannt. 1999 wurde Zypern Vollmitglied des UNIDROIT. Von 1981 bis zu seiner Ernennung zum Regierungssprecher im Jahr 2003 war er als Rechtsanwalt in seiner eigenen Kanzlei in Nikosia tätig. Von 2003 bis 2006 war er Regierungssprecher von Tassos Papadopoulos, Präsident der Republik Zypern.
Im Jahr 2006 trat er von diesem Amt zurück, nahm an den Parlamentswahlen 2006 teil und wurde Mitglied des Repräsentantenhauses, wo er bis März 2008 in der Regierung von Dimitris Christofias amtierte und zum Minister für Justiz und öffentliche Verwaltung ernannt wurde. Im Dezember 2008, nach dem Ausbruch eines Häftlings aus dem Zentralgefängnis Zyperns, trat er von diesem Amt zurück und übernahm die politische Verantwortung. Sein Rücktritt wurde damals mit großer Anerkennung bedacht.
Chrysostomides war seit 1974 mit der Rechtsanwältin Eleni G. Polyviou verheiratet; aus der Ehe stammen zwei Töchter. Kypros Chrysostomides starb am 1. Dezember 2022 im Alter von 80 Jahren.

## Ehrungen und Auszeichnungen
- Ordre national du Mérite (Ritter) (1991)
- Ordre national du Mérite (Offizier) (2004)
- Phönix-Orden (Großkreuz)
- Cyprus Business Leader Award der zypriotischen Industrie- und Handelskammer (2020)